# Квантова метрологія
Квантова метрологія - це дослідження проведення вимірювань фізичних параметрів з високою роздільною здатністю та високою чутливістю за допомогою квантової теорії для опису фізичних систем, особливо експлуатуючи квантове заплутування та квантове стиснення. Ця галузь обіцяє розробити методи вимірювання, що забезпечують кращу точність, ніж ті самі вимірювання, що виконуються в класичних рамках. Разом із квантовим тестуванням гіпотез, вона представляє важливу теоретичну модель в основі квантового зондування.

## Математичні основи
Основним завданням квантової метрології є оцінка параметра {\displaystyle \theta } унітарної динаміки
{\displaystyle \varrho (\theta )=\exp(-iH\theta )\varrho _{0}\exp(+iH\theta ),}
де {\displaystyle \varrho _{0}} - початковий стан системи, а {\displaystyle H} - гамільтоніан системи. {\displaystyle \theta } оцінюється на основі вимірювань на {\displaystyle \varrho (\theta ).}
Як правило, система складається з багатьох частинок, а гамільтоніан є сумою одночастинкових членів
{\displaystyle H=\sum _{k}H_{k},}
де {\displaystyle H_{k}} діє на k-ту частинку. У цьому випадку між частинками немає взаємодії, і ми говоримо про лінійні інтерферометри.
Досяжна точність знизу обмежена квантовою межею Крамера-Рао як
{\displaystyle (\Delta \theta )^{2}\geq {\frac {1}{F_{\rm {Q}}[\varrho ,H]}},}
де {\displaystyle F_{\rm {Q}}[\varrho ,H]} - це квантова інформація Фішера.

## Приклади
Одним із прикладів примітки є використання стан NOON в інтерферометрі Маха – Цендера для виконання точних вимірювань фаз.  Подібний ефект може бути отриманий за допомогою менш екзотичних станів, таких як стиснені стани. В атомних ансамблях стиснення спінів може використовуватися  вимірювання фаз.

## Застосування
Важливим застосуванням, яке слід особливо відзначити, є виявлення гравітаційних хвиль в таких проектах, як LIGO або Virgo, де необхідно проводити високоточні вимірювання відносної відстані між двома відокремленими масами. Однак вимірювання, описані квантовою метрологією, в даний час не використовуються в цій обстановці, тому що їх важко здійснити. Крім того, існують інші джерела шуму, що впливають на виявлення гравітаційних хвиль, які спочатку необхідно подолати. Тим не менше, плани можуть передбачати використання квантової метрології в LIGO.

## Масштабування та вплив шуму
Центральним питанням квантової метрології є те, як точність, тобто дисперсія оцінки параметрів, масштабується з числом частинок. Класичні інтерферометри не можуть подолати межу шуму
{\displaystyle (\Delta \theta )^{2}\geq {\tfrac {1}{N}},}
де {\displaystyle N} кількість частинок. Квантова метрологія може досягти межі Гейзенберга, заданої
{\displaystyle (\Delta \theta )^{2}\geq {\tfrac {1}{N^{2}}}.}
Однак, якщо присутній некорельований локальний шум, то для великих кількостей частинок масштабування точності повертається до масштабування дробового шуму {\displaystyle (\Delta \theta )^{2}\sim {\tfrac {1}{N}}.}

## Відношення до квантової інформатики
Між квантовою метрологією та квантовою інформатикою існують тісні зв’язки. Було показано, що квантове заплутування необхідне, щоб перевершити класичну інтерферометрію в магнітометрії з повністю поляризованим ансамблем спінів. Доведено, що подібне співвідношення в загальному випадку справедливо для будь-якого лінійного інтерферометра, незалежно від деталей схеми. Більше того, для досягнення кращої та кращої точності в оцінці параметрів необхідні вищі та вищі рівні багаточастинкового переплутування.